# Eudokija Ingerina
Eudokija Ingerina (grč. Ευδοκία Ιγγερίνα) (o. 840. – o. 882.) bila je carica Bizantskog Carstva 866. – 882.

## Obitelj
Carica Eudokija je bila kći Ingera i njegove supruge, koja je bila daleka rođakinja carske obitelji, a sama je pripadala obitelji Martiniakoi; Inger je bio Varjag u službi carske obitelji. Eudokijini su roditelji bili protivnici izrade ikona te su se zalagali za uništenje postojećih.
Oko 855., Eudokija je postala ljubavnica bizantskoga cara Mihaela III. Pijanice. Poslije se udala za Mihaelovog prijatelja, koji je naslijedio Mihaela kao Bazilije I. Makedonac. Ovo su Eudokijina djeca:
- Leon VI. Mudri (najvjerojatnije sin Mihaela III.)
- Stjepan I. Carigradski[4] (patrijarh, svetac)
- Aleksandar (III.)
- Ana (redovnica)
- Helena (redovnica)
- Marija (redovnica)